# McLain Ward
McLain Ward (ur. 17 października 1975) – amerykański jeździec sportowy. Dwukrotny złoty medalista olimpijski.
Startuje w konkurencji skoków przez przeszkody. Dwukrotnie znalazł się w składzie drużyny, która triumfowała na igrzyskach. Indywidualnie był szósty w Pekinie.
Jest trzykrotnym medalistą igrzysk panamerykańskich, tytuły te wywalczył na igrzyskach w Guadalajarze oraz Toronto.

## Starty olimpijskie (medale)
Ateny 2004
- konkurs drużynowy (na koniu Sapphire) -  złoto

Pekin 2008
- konkurs drużynowy (na koniu Sapphire) -  złoto